# المسترشد
مسترشد (نام کامل وی: أبومنصور الفضل المسترشد بالله بن المستظهر بالله) بیست و نهمین خلیفه عباسی در بغداد بود. او از سال ۱۱۱۸ تا ۱۱۳۵ فرمان راند.
مسترشد، پسر خلیفه پیشین، ابوالعباس احمد مستظهر بود و به روز مرگ پدرش، شانزدهم ربیع‌الثانی سال ۵۱۳ هجری با او بیعت شد. به گفته سیوطی، او خود جنگها را فرماندهی می‌کرد. مسترشد و سلطان مسعود سلجوقی در نزدیکی همدان با یکدیگر به جنگ پرداختند. خلیفه نخست دستگیر شد، اما سپس با این پیمان که از کاخش خارج نشود، آزاد گشت.

## ترور توسط پیروان حسن صباح
در غیاب سلطان، خلیفه به دست یکی از حشاشین کشته شد. مسعود تقصیر را برگردن دُبِیس از دشمنان قدیم خلیفه انداخت و او را به قصاص اعدام کرد.